# Hena Rodríguez Parra
Hena Rodríguez Parra   (Bogotà, 10 de maig de 1915 - Bogotà, 17 d'abril de 1997) va ser una de les primeres escultores colombianes. Va ensenyar a la Universitat Nacional de Colòmbia i Universitat dels Andes, abans d'esdevenir la degana fundadora de la Facultat d'Arts d'aquesta Universitat. Va ser l'única dona que va participar en la fundació del Moviment Bachué, una organització d'art d'avantguarda que va incorporar elements indígenes al seus treballs artístics. La seva escultura Cabeza de Negra és a la col·lecció del Museu Nacional colombià i la pintura Espalda és part de la Col·lecció d'Art del Banc de la República.

## Primers anys
Hena Rodríguez Parra va néixer el 20 de maig de 1915 a Bogotá, Colòmbia. Es va interessar per l'art quan era molt jove. La seva família vivia a creuar de carrer de l'escultor espanyol Ramón Barba Guichard que li va començar a ensenyar l'escultura amb només tretze anys.
Entre 1930 i 1935, Rodríguez va estudiar a l'Escuela de Bellas Artes de Bogotá amb Barba, Fracisco Cano, Coriolano Leudo, Eugenio Peña, Roberto Pizano, i altres. Mentre ella era a l'escola el 1930, es va ajuntar amb Dario Achury Valenzuela, Rafael Azula Barrera, Tulio González, Darío Samper i Juan P. Varela, en la fundació del Moviment Bachué, una associació d'art d'avantguarda que veia l'art dels Americans com a fruit de les seves pròpies arrels i influències indígenes. Va ser l'única dona del grup que va crear el primer moviment artístic modernista del país.
Durant els 1930s, Rodríguez va col·laborar amb altres artistes en la façana de la Catedral de Bogotá. El 1935 es va matricular a la Real Academia de Bellas Artes de San Fernando de Madrid i durant els seus tres anys a Europa va fer viatges d'estudi a Alemanya, Itàlia, i Marroc, així com Londres i Paris. El 1936 va guanyar una beca del govern i el 1937 va participar en l'Exposition Internationale des Arts et Tècniques dans la Vie Moderne de París, guanyant una medalla d'or per la seva exposició en el Pavelló uruguaià i també una menció d'honor al Salon d'Automne d'aquell mateix any.

## Carrera
Retornant a Colòmbia el 1938, va començar com a professora d'art a l'Escola de Belles Arts de la Universitat Nacional de Colòmbia on va completar un bust de Julio Flórez, el qual va ser instal·lat a la Calle 26. L'any següent, el seu bust d'Antonio José Restrepo va ser instal·lat a Titiribí. El 1940 va exhibir tres peces en el Primer Saló Anual d'Artistes colombians i el 1942 va rebre una menció d'honor a la Ciutat de Nova York a la Fira Llatinoamericana de Macy's. Rodríguez va viure obertament com a lesbiana i sovint va portar roba d'home i cabell curt. Va tenir una amistat profunda amb Carolina Cárdenas Núñez, una notable artista ceramista, i es va veure seriosament afectada per la seva mort.
El 1944 Rodríguez es va incorporar com a professora de plantilla de l'Escola de Belles Arts de la Universitat de Los Andes. Aquell mateix any, va fer una exposició a l'Hotel Granada de Bogotà. El 1945, va guanyar la medalla de bronze per la seva talla de fusta Cabeza de Negra al 4t Saló d'Artistes colombians. L'escultura, propietat del Museu Nacional colombià, descriu un negre fort i orgullós, amb llavis sensuals, carnosos. El mateix any, va fundar el Museo de Impresiones y Reproducciones en el Teatro de Cristóbal Colón de Bogotà. El museu va presentar retrats i escultures d'artistes de prestigi incloent Manos de Nicanor Zabaleta, Manos de (niño) Roberto Benzi i Manos de Andrés Segovia entre d'altres.
El 1954, fou una de les fundadores de la Universitat de les Dones on va esdevenir la directora de la secció d'art. La directora de la Universitat era el pianista Elvira Restrepo de Durana. La idea dels Tallers d'Arts era instruir a les dones de classe alta en les belles arts per alliberar-les dels estrictes costums socials que requerien que haguessin d'anar acompanyades, quedessin excloses de la universitat i incapaces de portar una conversa intel·lectual. Els cursos, primerament realitzats a la bugaderia d'una antiga presó de dones i un asil mental de dones, van seguir un currículum de tres anys de treball acadèmic de belles arts amb dos anys d'estudi independent i aplicació pràctica. Rodríguez era la primera degana de la Facultat d'Arts quan el programa va ser incorporat a la Universitat de Los Andes. El 1968, Rodríguez va ser forçada a retirar-se i li va ser atorgat l'honor més alt de la universitat, el Chivo de Oro.
Rodríguez principalment va treballar com a escultora amb fusta, marbre i pedra; tanmateix també va pintar. La pintura, Espalda (1945) és a la Col·lecció d'Art del Banc de la República. La pintura presenta l'esquena d'una figura nua femenina on utilitza un efecte d'enllumenat dramàtic per destacar els contorns de la seva forma. Els roses pàl·lids, els vermells i els verds es van utilitzar amb la pintura d'oli, vermell drape i el cabell curt per emfasitzar la forma femenina. Les seves escultures, moltes sobre formes femenines, van fer que s'allunyés dels mítics i romàntics retrats de l'Art Nouveau sobre la feminitat i maternitat, en comptes d'això provava de capturar l'essència del poder de les dones, sovint descrivint indígenes, dones negres i dones camperoles.
Després de la seva jubilació forçada, Rodríguez i la seva feina van estar molt temps oblidades. Durant bona part del segle XX es va creure que no hi havia dones artistes a Colòmbia i les poques que en aquell temps eren capaces de treballar les seves obres rarament eren comprades pels museus o mostrades en les exposicions. Les adquisicions disperses del Banc de la República per la seva col·lecció d'art eren conegudes ja en els anys 1950 a 1970, però les adquisicions regulars no van començar fins als anys vuitanta. El Museu Nacional va quedar enrere d'altres museus.
El 1982, Hena Rodriguez va formar part del seguici que va acompanyar Gabriel García Márquez, per petició del govern, a Estocolm per acceptar el seu Premi Nobel de literatura.

## Mort i llegat
Hena Rodríguez va morir l'abril 1997 i va ser enterrada el 18 d'abril al Cementiri Central de Bogotá. Des de la seva mort, la importància de Rodríguez i del Moviment Bachué ha estat re-avaluada i ara és reconegut com una contribució significativa al desenvolupament d'art modern dins Colòmbia.

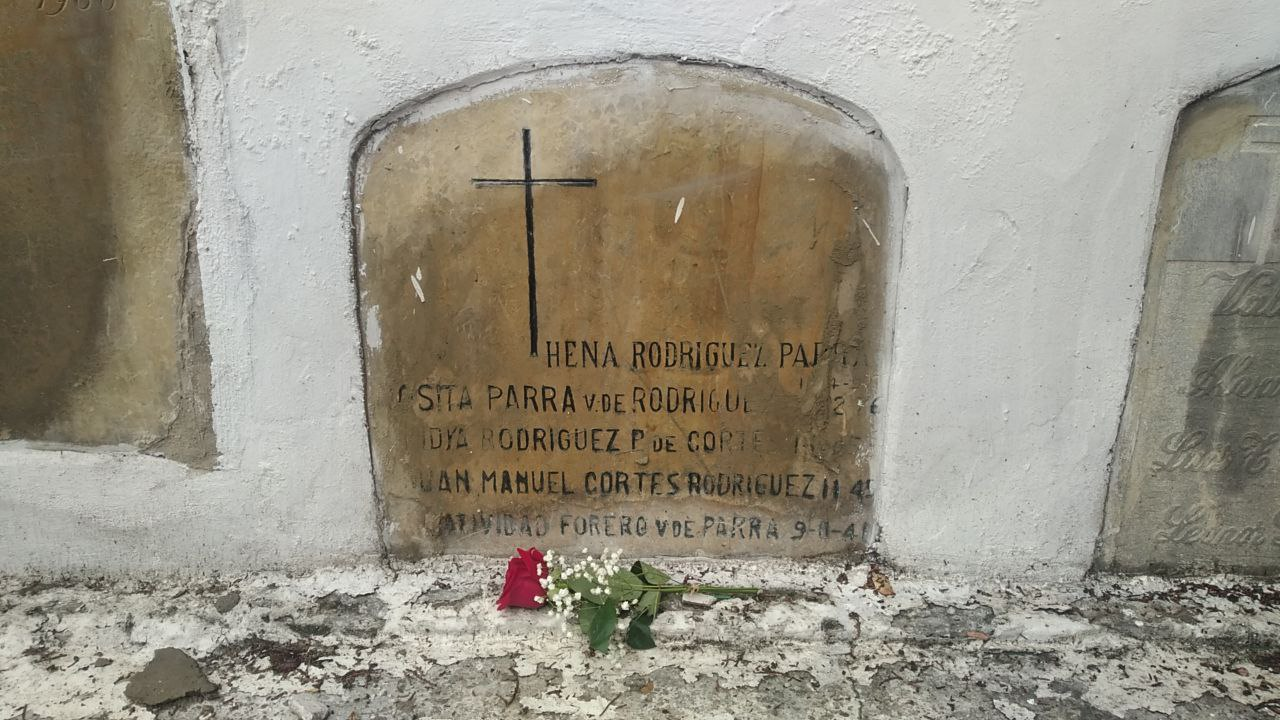
Tomba de l'Hena Rodríguez al Cementeri Central de Bogotà